# Championnat de Suisse de football 1941-1942
Navigation
Édition précédente Édition suivante
La 45e édition du championnat de Suisse de football est remportée par le Grasshopper-Club Zurich au goal average. C’est son onzième titre dans le championnat suisse.
Le FC Granges termine deuxième. Le Servette FC complète le podium. 
Le système de promotion/relégation est le suivant : descente automatique sans matchs de barrage pour le dernier de première division et montée par match de barrage pour les premiers des deux groupes de deuxième division. Le FC La Chaux-de-Fonds descend en deuxième division. Il est remplacé pour la saison 1943/44 par le FC Bâle.
Alessandro Frigerio, joueur du FC Lugano finit meilleur buteur du championnat avec 23 buts.

## Les clubs de l'édition 1941-1942
| Club                    | Ville             |
| ----------------------- | ----------------- |
| BSC Young Boys          | Berne             |
| Cantonal Neuchâtel      | Neuchâtel         |
| Grasshopper-Club Zurich | Zurich            |
| FC Biel-Bienne          | Bienne            |
| FC Granges              | Granges           |
| FC La Chaux-de-Fonds    | La Chaux-de-Fonds |
| FC Lucerne              | Lucerne           |
| FC Lugano               | Lugano            |
| FC Nordstern Bâle       | Bâle              |
| FC Saint-Gall           | Saint-Gall        |
| FC Zurich               | Zurich            |
| Lausanne-Sports         | Lausanne          |
| Servette FC             | Genève            |
| Young Fellows Zürich    | Zurich            |

## Compétition

### Classement
Le classement est établi sur le barème de points classique (victoire à 2 points, match nul à 1, défaite à 0).
| Rang | Équipe                  | Pts | J  | G  | N | P  | Bp | Bc | Diff |
| ---- | ----------------------- | --- | -- | -- | - | -- | -- | -- | ---- |
| 1    | Grasshopper-Club Zurich | 36  | 26 | 14 | 8 | 4  | 63 | 23 | +40  |
| 2    | FC Granges              | 36  | 26 | 16 | 4 | 6  | 56 | 23 | +33  |
| 3    | Servette FC             | 35  | 26 | 16 | 3 | 7  | 75 | 41 | +34  |
| 4    | FC Lugano               | 32  | 26 | 12 | 8 | 6  | 55 | 36 | +19  |
| 5    | FC Zurich               | 31  | 26 | 13 | 5 | 8  | 67 | 63 | +4   |
| 6    | Young Fellows Zurich    | 29  | 26 | 11 | 7 | 8  | 37 | 36 | +1   |
| 7    | Lausanne-Sports         | 25  | 26 | 11 | 3 | 12 | 48 | 43 | +5   |
| 8    | FC Saint-Gall           | 24  | 26 | 10 | 4 | 12 | 40 | 62 | -22  |
| 9    | BSC Young Boys          | 23  | 26 | 7  | 9 | 10 | 38 | 41 | -3   |
| 10   | Cantonal Neuchâtel      | 21  | 26 | 9  | 3 | 14 | 52 | 60 | -8   |
| 11   | FC Nordstern Bâle       | 21  | 26 | 7  | 7 | 12 | 30 | 48 | -18  |
| 12   | FC Lucerne              | 18  | 26 | 5  | 8 | 13 | 26 | 54 | -28  |
| 13   | FC Biel-Bienne          | 17  | 26 | 7  | 3 | 16 | 39 | 76 | -37  |
| 14   | FC La Chaux-de-Fonds    | 16  | 26 | 6  | 4 | 16 | 30 | 50 | -20  |

|  | Champion de Suisse |
|  | Relégation         |

## Bilan de la saison
| Tableau d'Honneur                 |                         |
| Compétition                       | Vainqueur               |
| Championnat de Suisse de football | Grasshopper-Club Zurich |
| Coupe de Suisse de football       | Grasshopper-Club Zurich |

| Promotions et relégations |                      |
| Promus                    | FC Bâle              |
| Relégués                  | FC La Chaux-de-Fonds |

## Statistiques

### Meilleur buteur
- Alessandro Frigerio, FC Lugano, 23 buts